# Gegia
Gegia, pseudonimo di Francesca Carmela Assunta Antonaci (Galatina, 16 luglio 1959), è un'attrice, comica e cantante italiana.

## Biografia
Nata in Salento, all'età di quattordici anni si trasferisce a Roma dove si diploma al liceo classico. A sedici anni frequenta la scuola di recitazione Pietro Sharoff e, nello stesso periodo, prende lezioni di canto, pianoforte, danza classica e moderna. Consegue due lauree, in Lettere e in Psicologia, presso l'Università degli Studi di Roma "La Sapienza", iscrivendosi all'albo degli psicologi del Lazio, da cui viene radiata nel 2023.
Conquistati i titoli di studio, inizia a lavorare come attrice in piccole compagnie teatrali, come cantante e ballerina in diversi programmi televisivi.

### Carriera televisiva (1981-1998)
Esordisce sui teleschermi di Antenna 3 Lombardia come presenza comica all'interno di Bingooo, condotto da Renzo Villa. La grande occasione arriva nel 1981 in Rai, con lo spettacolo Sotto le stelle, per la regia di Gianni Boncompagni; in quell'occasione l'allora autore Giancarlo Magalli inventa per lei e per Franco Bracardi la gag della "provinanda ingenua", a cui un maestro imbroglione ruba i soldi e le ripete: "Lo sai che sei? Sei una bomba!", scenetta che le diede popolarità, ripresa anche in un 45 giri.
Il periodo di maggior popolarità televisiva arriva a metà degli anni ottanta, quando partecipa a numerosi programmi comici con il ruolo di "anti-diva": con un volutamente marcato accento salentino, impersona una parodia delle grandi soubrette "tutto fare" quali Raffaella Carrà e Loretta Goggi (in Grand Hotel, Porto Matto, ecc.).
Nel 1987 partecipa alla miniserie TV Professione vacanze, che ottiene un grande successo e diventerà un cult televisivo. Dal 1988 al 1991 è nel cast della trasmissione per ragazzi Big!, al fianco di Sammy Barbot e Giorgia Passeri. Nel 1992 fa parte di Avanspettacolo, programma condotto da Ciccio Ingrassia e Franco Franchi su Rai 3; nel 1998 prende parte occasionalmente a Mai dire Gol su Italia 1.

### Carriera televisiva (2000 - presente)
Nel 2000 partecipa a Quelli che il calcio su Rai 2; nel 2004 e nel 2008 a L'Italia sul 2 sul secondo canale della Tv di Stato. Nel 2005 vince il reality show di Rai 1 Ritorno al presente: il programma, condotto da Carlo Conti, ebbe uno scarso successo di pubblico, tanto che venne chiuso in anticipo. Nel 2006 è nel cast di Radio Grem, sit-com di venti puntate per Rai Educational, interamente interpretata in inglese.

Dal 2008 conduce il programma di intrattenimento televisivo Avanti Tutti in onda il venerdì sera in diretta sull'emittente T9, canale Sky 877, per la regia di Alberto Gangi Chiodo. Nel 2010 ritorna in Rai come opinionista fissa de L'isola e poi..., programma d'approfondimento sulla settima edizione de L'isola dei famosi condotto da Linda Santaguida. Nell'estate dello stesso anno affianca Valerio Merola e Veridiana Mallmann ne La giostra sul 2, interpretando il polipo Miranda. Nella stagione 2010-2011 entra a far parte del cast de I fatti vostri.

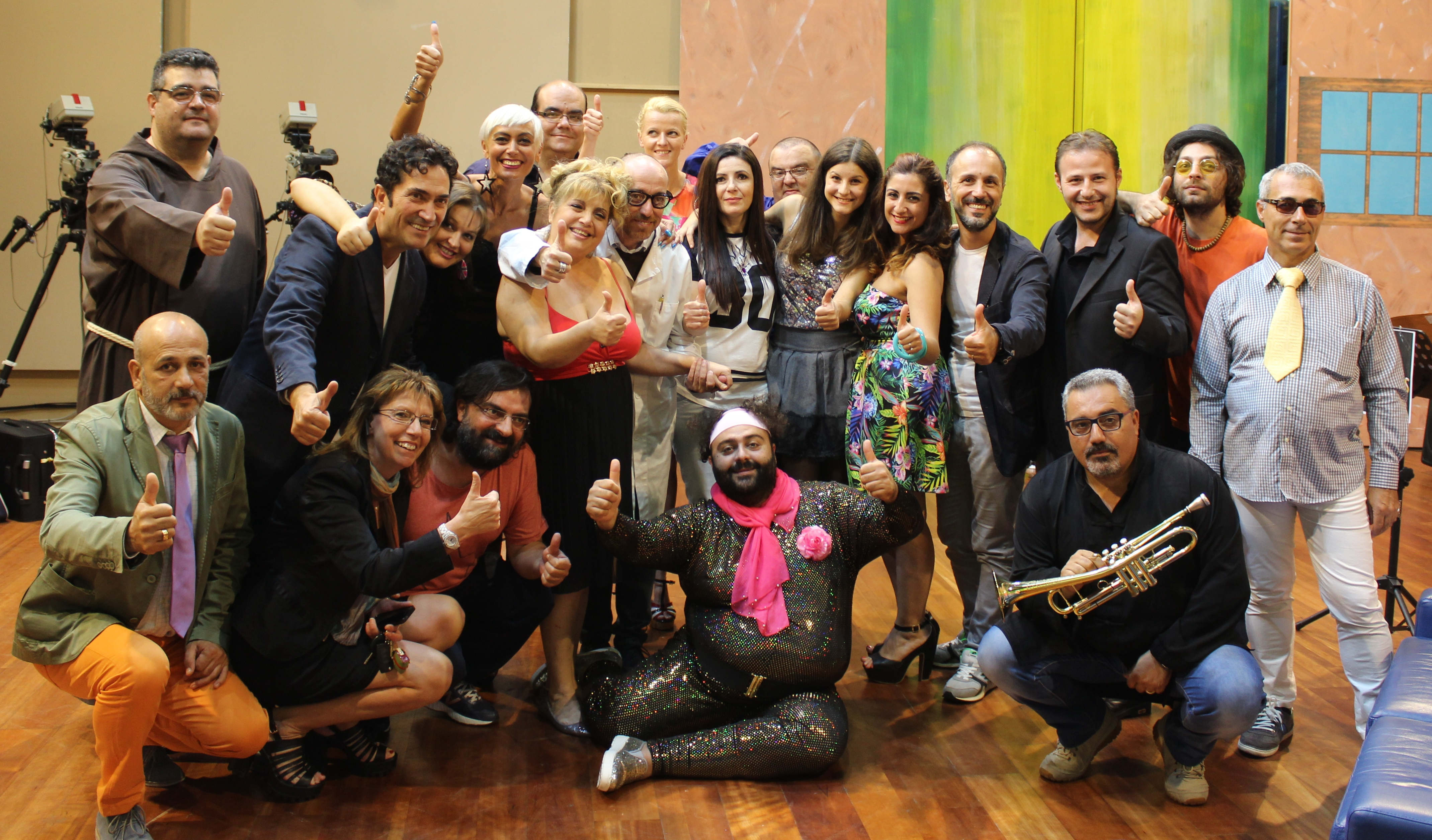
Gegia con il cast di Avanti Tutti Show nel 2015

A settembre 2015, debutta sugli schermi televisivi di Teleregione Color con Avanti Tutti Show, programma televisivo di ventiquattro puntate per la regia di Ruggiero Polli, scritto insieme all'autore Salvatore Stano e realizzato in collaborazione con i comici pugliesi Wurpless, Elio Angelini de I Fratelli Lo Tumolo, Giuseppe De Biasi e Francesco Spada de Ibbernoccolo, Gigi Distaso, Francesca Cirone, Nico Siciliano, Marisa Romano e Antonio Calia in arte Il CommentaTonio. A settembre 2017, è presidente di giuria nel Concorso Nazionale Miss Spettacolo di Stefano Madonna, in onda su Gold Tv Italia.
A settembre 2022 partecipa come concorrente alla settima edizione del Grande Fratello VIP in onda su Canale 5.

### Carriera cinematografica
Fa il suo esordio sul grande schermo nel 1979 recitando nel film erotico di Aldo Grimaldi Amanti miei. In seguito partecipa a numerosi film del filone comico anni ottanta, accanto a figure come Bud Spencer, Lino Banfi, Jerry Calà, Gigi e Andrea, Bombolo, Enzo Cannavale nonché come co-protagonista di uno spot pubblicitario per Lavazza con Nino Manfredi. Pur essendo pugliese, lavora raramente con artisti della propria regione; fa eccezione nel 1986 con il barese Gianni Ciardo, sul set di due film per la TV, prodotti da Reteitalia per la regia di Sergio Martino, Ferragosto OK e Provare per credere. Nel 2018 interpreta Suor Assunta nel film Io c'è di Alessandro Aronadio e Mirella nella pellicola Le grida del silenzio per la regia di Alessandra Carlesi. Nel 2022 è nel film Belli ciao di Gennaro Nunziante nel ruolo della madre del protagonista Pio.

### Carriera musicale
Gegia è molto apprezzata per le sue doti canore. La sua musica si contraddistingue per uno stile ironico e leggero, spesso legato al mondo dello spettacolo e della televisione ma anche a svariati temi sociali. La sua carriera musicale ha avuto inizio negli anni '80, quando si è esibita sia come solista che come parte di un duo musicale chiamato "Chips". Il suo approccio al canto riflette il suo spirito comico e disinvolto, che si ritrova anche nei suoi testi e nelle sue performance. Debutta discograficamente nel 1980 con due singoli incisi insieme al duo Chips: "Dottore!!" e *"Toccami", brani che mescolavano musica leggera e tematiche frizzanti. Negli anni successivi, a seguito dello scioglimento delle Chips, Gegia ha continuato a pubblicare musica, passando attraverso vari generi, dal pop all'eurodance, con una forte componente umoristica e teatrale. 
Negli anni '80, si fa notare con il singolo "Mo che t'acchiappo" (1987), brano che riflette lo stile scanzonato dell'epoca. L'anno successivo, pubblica l'album "Gegiaclown", un concept album sulla clowneria e sul circo, diventato una rarità tra i suoi fan; seguono altri singoli, come "Look" e "Che bomba... ragazzi", mantenendo un'attenzione particolare all'intrattenimento per famiglie.
Durante gli anni '90, Gegia sperimenta con la musica dance e l'eurobeat, pubblicando brani come "Uffa quanto rompi perché non te lo compri". Inoltre, Gegia pubblica l'album "E... canto anch'io" nel 1992, che includeva brani dedicati al pubblico più giovane.
La sua produzione musicale più recente ha incluso brani leggeri ma riflessivi, una trilogia di danze quali "Mamma Dance" (2014) dedicata alla madre, "Sexy Dance" (2015) ovvero un brano che vuole portare alla riflessione, come dichiarato alla trasmissione Cantando Ballando, sulla violenza a discapito delle donne e "Baby Dance" (2016), una riflessione sui figli trascurati dai genitori.
Gegia è riuscita a trasformare la sua musica in una forma di espressione personale, leggera e divertente, capace di combinare il suo lato più comico con un'inclinazione verso sonorità pop e dance. La sua carriera musicale, pur rimanendo meno conosciuta rispetto a quella cinematografica e televisiva, ha rappresentato un filone creativo originale nella sua poliedrica carriera. 
Gegia performa spesso dal vivo, in particolare al Centro e Sud Italia, con performance personali e a stretto contatto con il pubblico. 

### Altre attività
Negli anni ottanta posa nuda per le riviste Blitz e Playmen. Nel 2018 diventa molto conosciuta in Polonia, è nota inizialmente per una campagna pubblicitaria, a seguito della quale le viene offerto di pubblicare un calendario sexy. Ancora oggi è molto amata e ricordata in paesi come Danimarca, Olanda, Lituania, Croazia ed Estonia. È presidentessa dell'associazione culturale Tempo di vivere. Gestisce a Roma Attori in Scena, accademia di cinema, teatro, televisione e cabaret. Da sempre simpatizzante della destra, pur essendo un'icona della comunità gay italiana per il suo essere un'anti-diva, nel 2016 ha espresso la volontà di candidarsi in Puglia, sua terra natale, alle elezioni politiche.

## Vita privata
Nel 1987 sposa Maurizio Motta, amico e assistente di Jerry Calà, da cui si separa poco dopo. Incinta dell'ex marito, durante le riprese di Professione vacanze ha un aborto spontaneo. Nel 2014 ha una relazione con Michele Carbone, più giovane di lei di 31 anni. Nel 2022 si accompagna al turco Mehmet Bozkurt, la cui relazione viene resa nota durante il Grande Fratello di quell'anno. Il compagno collaborerà con lei alla canzone Un'estate d'amore. Come Gegia ha dichiarato in diverse occasioni radiofoniche, la relazione si è conclusa per via delle divergenze legate alla religione.  

## Controversie
A gennaio 2020 un murales raffigurante Gegia è apparso su un muro del paese di Meleti, in provincia di Lodi, firmato "C.D." in cui veniva raffigurata come la Nascita di Venere di Botticelli, ma è stato rapidamente rimosso in quanto opera d'arte non autorizzata. La cantante non si è mai espressa in merito. 
Nel corso della permanenza nel reality show Grande Fratello VIP, Gegia è stata accusata di bullismo e di mancata professionalità nei confronti del concorrente Marco Bellavia, il quale aveva espresso di trovarsi in una situazione di disagio e di aver bisogno di sostegno psicologico. Essendo iscritta all'Ordine degli psicologi del Lazio, numerosi telespettatori hanno segnalato la questione all'Ordine, il quale ha recepito le proteste, aprendo un'istruttoria sul caso. L'Istruttoria si è conclusa nel 2023 con la sua radiazione dall'albo, seppure Gegia abbia sottolineato che non fosse sua intenzione lavorare attivamente come terapeuta.

## Filmografia

### Cinema
- Amanti miei, regia di Aldo Grimaldi (1979)
- Miracoloni, regia di Francesco Massaro (1981)
- Bomber, regia di Michele Lupo (1982)
- La sai l'ultima sui matti?, regia di Mariano Laurenti (1982)
- Acapulco, prima spiaggia... a sinistra, regia di Sergio Martino (1983)
- Occhio, malocchio, prezzemolo e finocchio, regia di Sergio Martino (1983)
- Il tassinaro, regia di Alberto Sordi (1983)
- Se tutto va bene siamo rovinati, regia di Sergio Martino (1983)
- Champagne in paradiso, regia di Aldo Grimaldi (1984)
- Via Lattea... la prima a destra, regia di Ninì Grassia (1989)
- Gli inaffidabili, regia di Jerry Calà (1997)
- Una lunga lunga lunga notte d'amore, regia di Luciano Emmer (2001)
- Io c'è, regia di Alessandro Aronadio (2018)
- Le grida del silenzio, regia di Alessandra Carlesi (2018)
- La notte è piccola per noi, regia di Gianfrancesco Lazotti (2019)
- Belli ciao, regia di Gennaro Nunziante (2022)
- Percoco - Il primo mostro d'Italia, regia di Pierluigi Ferrandini (2023)

### Televisione
- Cinecittà Cinecittà, regia di Vittorio De Sisti - miniserie TV (Rai 2, 1985)
- Le volpi della notte – film TV (1986)
- Aeroporto internazionale – serie TV (1987)
- Ferragosto O.K. – film TV (1987)
- Professione vacanze – serie TV, 6 episodi (1987)
- Provare per credere – film TV (1987)
- Gran casinò – miniserie TV (1995)
- Linda e il brigadiere – serie TV, 1 episodio (1997)
- I misteri di Cascina Vianello – serie TV, 1 episodio (1998)
- Non lasciamoci più – serie TV (1999)
- Valeria medico legale – serie TV, 1 episodio (2000)
- Don Matteo – serie TV, 1 episodio (2004)
- Diritto di difesa – serie TV, 2 episodi (2004)
- Incantesimo – soap opera, 1 episodio (2004)
- Il mondo è meraviglioso – film TV (2005)
- Il giudice Mastrangelo – serie TV, 1 episodio (2006)
- Provaci ancora prof! – serie TV, 17 episodi (2005-2008)
- I liceali – serie TV, 8 episodi (2011)
- Rosy Abate - La serie – serie TV, episodio 2x02 (2019) - cameo
- Ritoccàti 2 – serie TV, 1 episodio (2021)

## Programmi televisivi
- Bingooo (Antenna 3 Lombardia, 1979)
- Sotto le stelle (Rete 1, 1981)
- Illusione, musica, balletto e altro (Rete 1, 1982)
- Grand Hotel (Canale 5, 1985)
- Porto Matto (Rai 1, 1987-1988)
- Big! (Rai 1, 1988-1991)
- Avanspettacolo - Programma Tv (Rai 3, 1992)
- Mai dire Gol (Italia 1, 1998)
- Quelli che il calcio (Rai 2, 2000)
- L'Italia sul 2 (Rai 2, 2004-2008)
- Ritorno al presente (Rai 1, 2005) Concorrente vincitrice
- Radio G.R.E.M. (Rai Educational, 2006)
- Avanti tutti (T9, 2008)
- L'isola e poi... (Rai 2, 2010)
- La giostra sul due (Rai 2, 2010)
- I fatti vostri (Rai 2, 2010-2012)
- Avanti Tutti Show (T9, 2015)[3]
- Miss Spettacolo (Gold TV Italia, 2017)
- Grande Fratello VIP 7 (Canale 5, 2022) Concorrente
- Missioni d’estate (Rai 2, 2025) Inviata

## Discografia

### 45 giri
- 1980 – Dottore!!/Il materasso (POM, 5002) (come duo musicale Chips)
- 1980 – Toccami/Vieni facciamo l'amore (POM, 5004) (come duo musicale Chips)
- 1987 – Mo che t'acchiappo/Swisse petrol (EMI Italiana, 06 2018677)
- 1988 – Look/3 minuti di magia (Clou, 2030937)
- 1989 – Che bomba... ragazzi/La storia di una favola vera (EMI Italiana, 06 1188307)
- 1992 – Uffa quanto rompi perché non te lo compri (long version)/(instrumental version) (Hobby Musica, 101) (inciso come Gegia Mariella e Barbara)

### 33 giri/CD
- 1988 – Gegiaclown (Many, MN 30 706)
- 1992 – E... canto anch'io (Bubble, CDBLU-1840)

### CD/download digitale
- 2014 – Mamma Dance (M&G Production) [14]
- 2015 – Sexy Dance, musiche e arrangiamenti di Carlo Pirone
- 2016 – Baby Dance, (Polli Diomede Editore) musiche e arrangiamenti di Carlo Pirone testo di Salvatore Stano (Salvo Wurpless)
- 2024 - Un'estate d'amore (con Mehmet Bozkurt)